# AKB48劇場
AKB48劇場（エーケービーフォーティーエイトげきじょう、英語: AKB48 Theater）は、東京都千代田区外神田（秋葉原電気街）のドン・キホーテ秋葉原店8階に所在するAKB48専用のライブハウスである。

## 概説

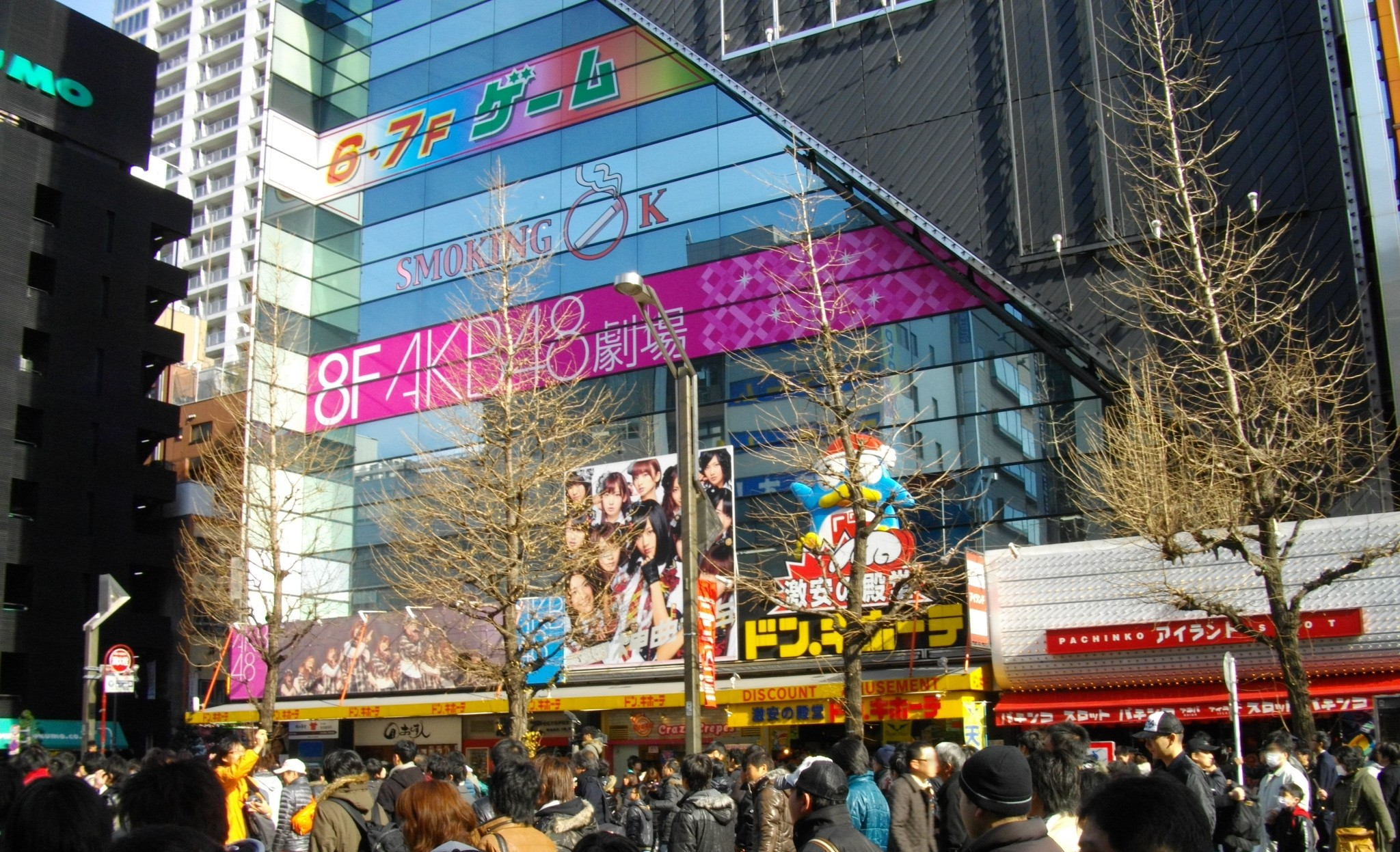
劇場のあるビル（ミナミビル）。中央通りと秋葉原UDX正面の通りが交わる南角に位置する。

AKB48劇場は、「会いに行けるアイドル」というコンセプトを体現したAKB48の活動拠点である。2005年12月8日にデビュー公演が行われた。本劇場はAKB48の公演でのみ運用されているが、AKB48の姉妹グループの出張公演が開催されることもある。2009年8月から2012年3月の間はSDN48と共用していた。
外神田4丁目交差点近くの旧・ミナミ電気館秋葉原本店ビル8階（ビル最上階）にあり、中央通りを挟んだ斜向かいは住友不動産秋葉原ビルがある。東京メトロ銀座線・末広町駅1番出口からは南へ200m、JR・秋葉原駅電気街口からは320m程度である。この場所は通称「秋葉原」の範囲内であり、付近に従来から電子機器や家電の販売店・パソコンショップが多数あるほか、アニメグッズ専門店やメイド喫茶などオタク系・美少女萌え系の店も多い。
老朽化した設備を全面改修するため、2024年9月1日の公演をもって一時休館しリニューアル工事に入った。3か月の工事期間を経て、19周年記念日となる同年12月8日に再開した。

### 秋葉原が選ばれた理由
「アイドルは時代の一番エネルギーのある場所から生まれる」という秋元康の考えからオタク系・萌え系で若者のエネルギーが結集した「秋葉原」が候補に浮上した。秋葉原で開催されるアイドルの握手会、撮影会には多くの若者が集まり、新人アイドルの熱狂的なファンを作るには最適な立地であるというのが理由である。

### ドン・キホーテの8階が選ばれた理由
劇場の天井には照明をはじめとして多くの機材を吊り下げる必要があり、そのためにはある程度の天井高が求められる。候補に上がった他の物件は天井高に難があった。最終的に適した天井高と小劇場としては203坪 (670m2) という十分な広さをもつ建物としてドン・キホーテ秋葉原店の8階が選ばれた。加えて、この建物はエスカレータなどの上部階への輸送能力が低く上部階でのドン・キホーテとして営業しても収益が得にくいフロアであり、ドン・キホーテ側としても別のスタイルの安定した収益が得られるテナントを誘致したいという目論見があり、当時ドン・キホーテ社長だった安田隆夫と秋元のトップ会談により、この場所での開設が決定された。

## 劇場内の特徴

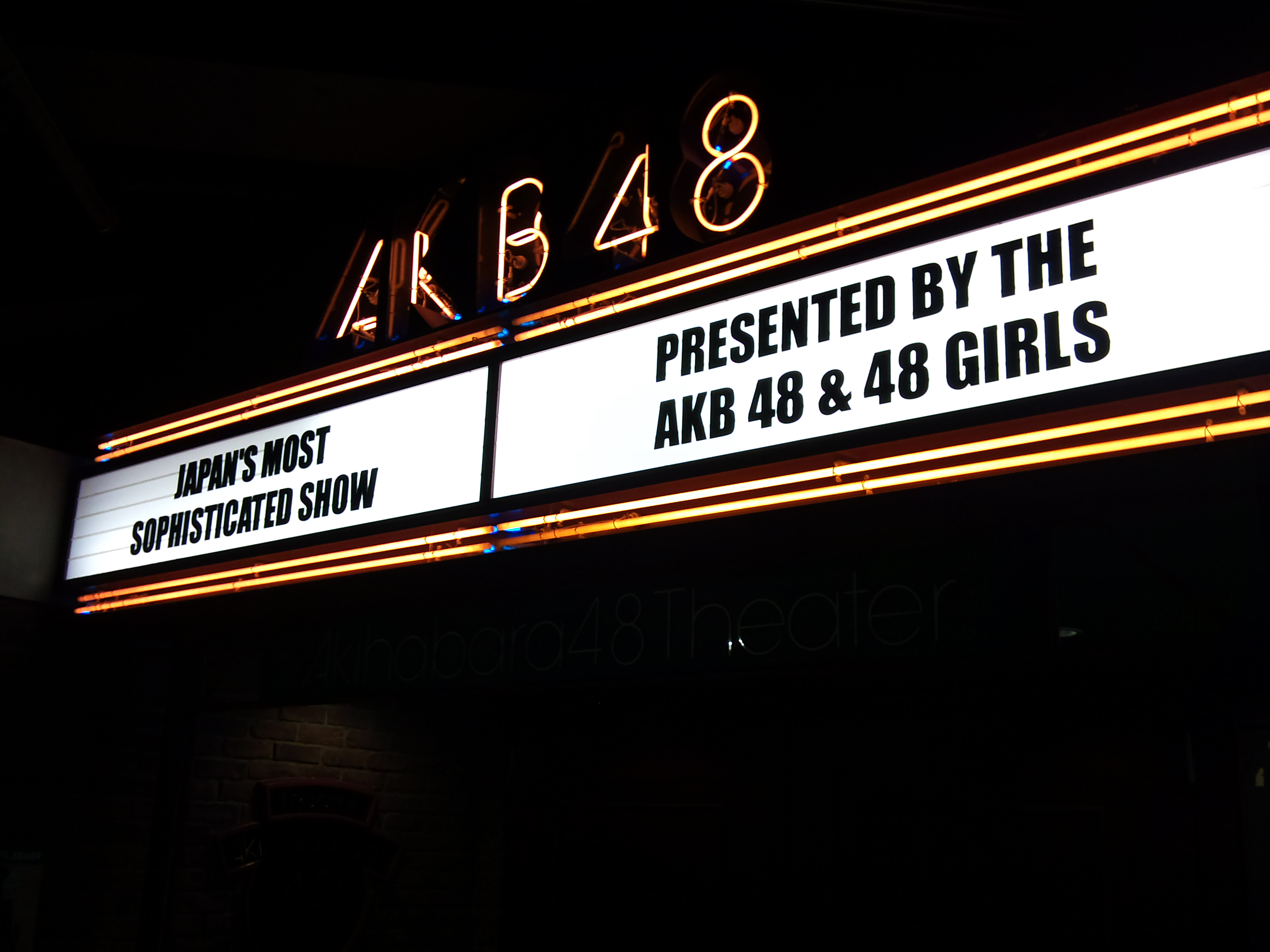
リニューアル前の劇場の入り口

### 座席構成
定員は250名である。いす席は145席、残りの105席は立見となる。2006年2月からは女性・児童専用席が導入されている。劇場の最後部には階段状の台（通称：お立ち台）が設置されており、この台に乗ると最後部でもステージが見やすくなる。

### 客席に近接したステージ
ステージと客席は非常に近接しており、最前列の客席からステージまではおよそ2メートルである。身を乗り出せばステージ上のメンバーに手が届くほどの距離であるため、開演中は簡易的な柵で仕切られている。構造はライブハウスに似る。

### どんでん返し
ステージ後方には、パネル型の壁が10枚ある。そのうち、上手・下手側のそれぞれ2枚が開閉可能な黒のブラインドとなっており、それ以外の6枚は裏が鏡張りの回転式（どんでん返し）となっている。鏡の前にはパネルをはめ込むことができる。シアターの女神公演など、鏡を使用する公演では開演前に「インターネット中継に観客が（鏡を通じて）映りこむことがある」旨の周知がなされる。中央の2枚の表には照明器具が埋め込まれている。出演メンバーは、曲目によりどんでん返しから登退場することもある。

### 2本の柱
劇場内前方には、左右に大きな柱が2本ある。耐震構造の観点からこの柱は不可欠なため、撤去されずに残っている。柱によってステージが左側1/4、中央2/4、右側1/4の3つに分断されている。そのため、最前列を除くと客席のどの位置からもステージ全体を一望することができない。この柱の内側の面は観覧の支障となる柱を少しでも目立たなくするための工夫として鏡張りとなっている。この2本の柱はAKB48の公式ファンクラブだった「柱の会」と、2011年12月に発足した新たな公式ファンクラブ「二本柱の会」の名称の由来ともなっている。また、両方の柱の中央付近にピンク色のテープが横に貼られており、1周年毎に1本ずつ増やしている（活動歴を表すサービスストライプ）。

### せり
せり（迫り）とは、ステージの床がせり上がって来る機構のこと（油圧を用いる）。せりだしとも言う。ステージ上は奥行き方向に3分割、間口方向に4分割され、それぞれ独立して150mm刻みで750mmまでせり上がるようになっている。上手と下手の花道にも1基ずつ設置されており、合計14か所の床が上下する。一時期、故障して使用されていなかったが、2022年8月11日に修繕が完了した。

### 照明器具
劇場の天井には、48個のムービングライトが吊るされている。その他の照明器具を加えると、100個以上の照明器具が所狭しと吊るされている。ステージ中央の天井には、ミラーボールも設置されている。250席程度の小劇場において48個ものムービングライトがあるのは、日本国内では有数の規模である。

### LED
LEDによる電飾板が、ステージ上部の端から端まで横長帯状に設置されている。曲目に応じ演出で多用されている。

### 音響機材
エレクトロボイス社製の大型スピーカーが設置されている。

### 送風機
業務用大型送風機「TYFAN」が、ステージ上手と下手の天井に設置されている。

## リニューアル後の劇場
2024年に行われたリニューアル工事にともない、劇場内の設備は全面的に変更された。主な変更点は以下の通り。

### 座席
劇場内の定員は旧劇場から変わらず250名だが、いす席は長いすだったものが背もたれ付きの独立型となり、席数も160席に増えている。床は後方に行くほど高くなるように段差を設けており、立ち見エリアにも段差が付けられ後方からでもステージが見やすくなるように工夫されている。

### ステージ
ステージは旧劇場よりも高くなり、一時設けられていた簡易仕切りは廃止された。両サイドの花道にあった柵も廃止された。
ステージ後方にあったどんでん返しはブラインドも含めて全て廃止され、代わりに全面LEDモニタとなりその中央部分は両開きの扉状の構造でステージ裏との出入りができるようになっている。
せりは主ステージの間口方向は全幅を4分割、奥行き方向は奥側の3分の2を2分割した8面構造となっている。花道に設置されていたものは廃止された。
上手と下手の花道手前の壁にはそれぞれ液晶モニタが客席に向けて設置されており、公演中にネット配信している映像が映されている。

### 劇場内の柱
ステージ前に立つ2本の柱にはステージ側を除く3面をLEDモニタが覆っており、任意の映像表示以外に公演中は客席から見て柱の陰になるエリアのステージの様子が映し出せるようになっている。これに伴い劇場内の柱に周年ごとに貼られていたピンク色のテープはロビーにある柱に移設された。

## 劇場ロビー

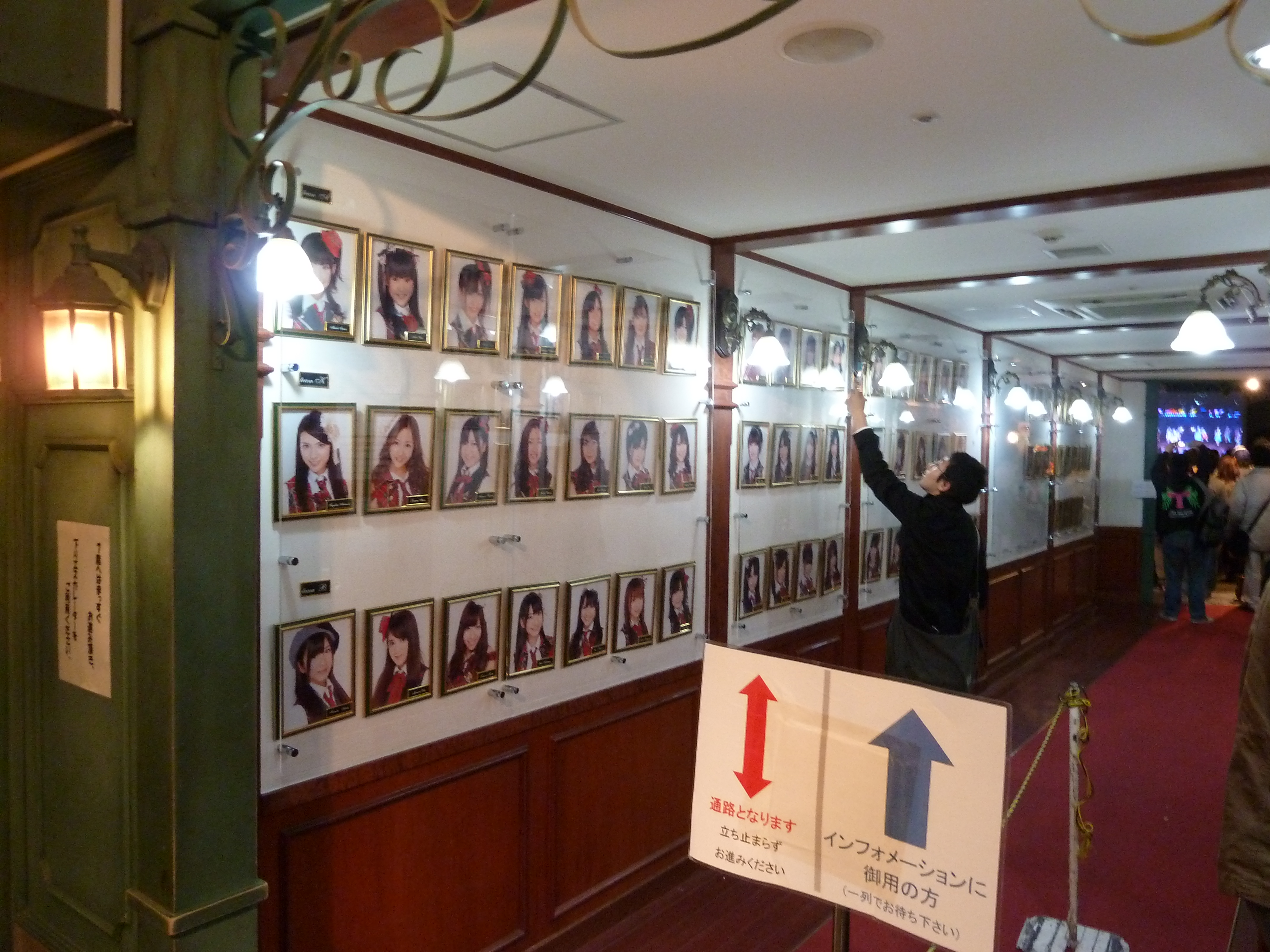
リニューアル前のインフォメーションカウンター側から劇場ロビーを望む通路と壁面に飾られた壁写真

ロビーは通常の営業時間中は出入り自由であり、公演チケットを所持していない者も入ることができる（営業時間外はフロアごと閉鎖され、8階へ上がるエスカレーターも停められている）。ただし混雑が予想される場合には、入場規制されることもある。

### 旧劇場モデルとメッセージコーナー
インフォメーションカウンターがあったスペースには、リニューアル前の劇場をイメージしたモデルが設置されており、その向かいには生誕祭のメッセージカードBOXやリニューアル前はインフォメーションカウンターで行っていたメンバーへのファンレターやプレゼントの受け付けスペースが設けられている。

### 壁写真
劇場ロビーへ通じる通路の壁面には壁写真（通称：壁写）と呼ばれる現役メンバー全員の肖像写真が飾られている。メンバーが卒業する際には壁写真を自ら外す「壁写外し」を最後に行うことが恒例行事となっている。

### コインロッカーと荷物預かり
2008年6月8日に発生した秋葉原通り魔事件を受け、同年7月1日以降、警察当局の指導により劇場内へ荷物の持ち込みが不可能となった。それに伴い、ロビーにコインロッカーが設置され、手荷物はコインロッカーに預けて入場することになった。コインロッカーが満杯になった時と、キャンセル待ち入場者のために、劇場出入口付近で荷物一時預かりも併せて実施している。料金は両方とも300円である。リニューアル後は、壁写真前のエリアに設置されている。

### 展示スペース
エスカレーター前からトイレに向かう通路壁面には、これまでAKB48が受賞したトロフィーなどを展示するスペースがある。劇場公演出演回数1,000回を達成したメンバーのレリーフも飾られている。
コインロッカー前の通路には、これまでAKB48が着用してきた衣装の中から3点を展示するスペースが設けられている。

### 大型LEDモニタ
ロビー奥の壁面が全面LEDモニタとなっており、メンバーのプロフィール紹介映像が常時流されている。リニューアル前にあった液晶モニタとプロジェクタースクリーンは廃止。

### 飲料自動販売機
新型コロナウイルス感染症の流行により2021年1月から3月7日まで劇場公演を休止した際に一部劇場施設のリニューアルが行われたのに併せてインフォメーションカウンター手前のスペースに設置された。販売機外観にはAKB48のロゴが配されている。設置以前は劇場内は原則として飲食物持ち込み禁止だったが、これ以降はペットボトル飲料については持ち込み可能となっている。劇場リニューアル後は、劇場ロビーに移設された。

### 廃止または撤去された施設・設備

#### インフォメーションカウンター
劇場ロビーへ通じる通路の手前にあり、チケットの販売、メンバー宛のプレゼントやファンレターの受け付けなどを行う。劇場リニューアルに伴い、チケットが電子化され事前決済となったため窓口での販売はなくなった。

#### 48's Cafe
ロビーは劇場開設時から2008年末まで「48's Cafe」というカフェスペースになっていた。ソフトドリンクやソフトクリームに加え、オムライスやピラフなどの軽食が提供されていた。その後、この機能は秋葉原駅前にある「AKB48カフェ＆ショップ」が引き継いだ（2019年末閉店）。
- ロビーでのサプライズ
  - ロビーにおいて、事前の予告なくメンバー数名がカフェやグッズ売場の売り子になることがあった。
- 篠田麻里子・大堀恵・小原春香がスタッフ「カフェっ娘」として勤務していた。

#### グッズ売場
ロビーにはグッズ売場「48's Shop」があり、AKB48のCDやオリジナルグッズを販売していたが、2009年12月8日より、階下のドン・キホーテ秋葉原店5階に設置された「AKB48 SHOP」に段階的に移管され、ロビーでの販売は終了した。なおSHOPも2015年末で閉店した。

#### 当たり券入りガチャガチャ
ロビーには数台のガチャガチャが設置され、期間を区切って販売されていた。1回300円。当初はメンバーの写真入り缶バッジやシールなどが封入されていたが、その後、当たり券またははずれ券のみが封入されたカプセルが定番となった。はずれ券1枚でメンバーの写真1枚と交換ができるほか、はずれ券100枚で3順後入場券と引き換えられる特典もあった。当たりの例として、
- お気に入りのメンバーとの2ショットポラ、3ショットポラ撮影券
- お気に入りメンバーの自画撮りポラ券
- ゲネプロ招待券
- 100発100中券（初日、千秋楽公演でもメール当選できる権利）
- 劇場優先入場権：1順後入場権、2順後入場権、3順後入場権（抽選入場時、優先的に入場できる権利）
- メンバーのサイン入り私物券
- メンバーからのお手紙返事券

番外編として、以下のような当たり券もあった。
- 一日劇場支配人券
- 抽選ビンゴを回せる券
- 劇場支配人と行く居酒屋感想券
- お気に入りのメンバーと一緒に楽屋からしか乗れない専用エレベーターで1階まで降りられる券。

このガチャでは、当たり券封入の不透明性や領収書が発行されないなどの問題が指摘されてきた。ガチャの実施は公式ブログで発表されていた。販売は2009年5月、当たり券などの特典利用については同年末までにそれぞれ終了した。

#### MVPボード
劇場へ通じる通路の壁面に、劇場公演を100回以上観覧した「MVP会員」のネームプレートが貼付されたMVPボードが掲示されていたが、2014年4月に撤去され、MVPボードは公式サイトの1コンテンツになった。

#### ゲート式金属探知機
2014年5月25日に発生したAKB48握手会傷害事件をきっかけに同年6月2日の公演から2基のゲート式金属探知機が導入された。この金属探知機は可動式で、毎公演の入場時から終演までの間のみ劇場入口に設置されていた。2021年からはハンディタイプの金属探知機による検査に変更された。

## その他

### 劇場へ通じるエレベーター
ドン・キホーテビルの6階を除く各フロアへ入るにはエスカレーターしかないが、ビルの裏口（秋葉原UDX側）には店舗関係者向けエレベーターがあり、スタッフやメンバーがここから出入りすることがある。

### 入待ちと出待ち
かつて、私服のメンバーをひと目見たいファンたちが、道路をはさんだUDX側の歩道に待ち構えていたことがあった。メンバーたちが裏口へ入って行く姿を見るために待つ行為を「入待ち」という。逆は「出待ち」。入待ちと出待ちには劇場係員が監視するために立っており、近隣へ迷惑をかけないようにメンバーの名前を呼びかけることを禁止していた。写真撮影も禁止。そのため、入待ち・出待ちのファンたちは小さめの声でメンバーへ「お疲れ様」と声をかけていた。
しかし、マナーの悪い一部ファンなどの行動が原因で、近隣の住民の苦情や苦言が寄せられたために、2007年8月3日以降入待ちと出待ちの行為は禁止となっている。

### 休館日
コンサートやイベント開催時など不定期に休館する場合がある。
臨時休館および節電対応
2011年3月11日に発生した東北地方太平洋沖地震（東日本大震災）および福島第一原子力発電所事故による東京電力管内の電力事情悪化により、同日から3月28日まですべての公演をキャンセルし、臨時休館した。せりやスモークを使用しないとともに照明などの電力消費を最小限にした上で、同年3月29日より公演を再開した。9月26日から照明を通常に戻し、10月3日の公演からせりの使用も再開した。